# Lamborghini Reventón
Lamborghini Reventón je automobil talijanskog proizvođača automobila, tvrtke Lamborghini koji je prvi puta predstavljen 2007.g. na auto izložbi Internationale Automobil-Ausstellung koja se održava u Frankfurtu (Frankfurtska auto izložba). Najsnažniji je i najskuplji Lamborghini model do sada napravljen. Vanjski izgled je inspiriran zrakoplovom F-22 Raptor, dok su gotovo sva mehanička rješenja i motor preuzeti iz modela Murciélago LP640.
Automobil je dvosjed coupé, sa središnje smještenim 6.5 L V12 motorom (660 KS - 490kW) s pogonom na sva četiri kotača. Mjenjač je šestostupanjski poluautomatski.  